# FK Jezero
FK Jezero (crnogorski: ФК Језеро) nogometni je klub iz Plava, Crna Gora. U sezoni 2024./25. natječe se u Prvoj ligi Crne Gore.

## O klubu
Nakon Drugog svjetskog rata osnovan je prvi nogometni klub u Plavu. Službena godina osnivanja FK Jezero je 1934. godina. Klub je dobio ime po Plavskom jezeru na čijoj obali je izgrađen Plav.
Prvi značajniji uspjeh FK Jezero postignut je u sezoni 1968./69. kada je osvojena regionalna liga Crne Gore – Sjever i ostvaren plasman u Crnogorsku republičku ligu. Nakon jedne sezone klub je ispao iz lige. Tijekom 1970-ih Plavčani su igrali još tri sezone u Republičkoj ligi. Slične rezultate imali su i u idućem desetljeću, koje su proveli u trećem i četvrtom rangu službenih natjecanja u SFRJ.
U drugoj polovici 1990-ih započela je era uspjeha. FK Jezero postao je jedan od najjačih timova u regionalnoj ligi Crne Gore. Klub je bio blizu promocije u sezoni 1995./96. No, u utakmici za naslov izgubili su domaću utakmicu od susjednog FK Komovi. Utakmicu su pratili brojni incidenti u kojima je ranjeno desetak igrača i navijača FK Jezero.
Plavčani su izborili plasman u Republičku ligu nakon sezone 1997./98. U višem rangu susreli su se s vječitim rivalom FK Gusinje, koji je bio stalni član Republičke lige Crne Gore. Lokalni derbi između FK Jezero i FK Gusinje odigran je pred više tisuća gledatelja. Najveći se odvio na utakmici u Plavu 1999. godine. Tada je prisustvovalo 7000 gledatelja.
Jedan od zapaženih rezultata kluba ostvaren je u sezoni 2001./02. Plavčani su nakon teške borbe s Komom završili kao viceprvak Republičke lige i izborili prvi plasman u drugu jugoslavensku ligu.
FK Jezero je na svom debiju u Drugoj ligi ugostilo FK Iskru (1:0), no utakmica sezone odigrana je u Plavu pred 5000 gledatelja i to protiv FK Budućnost (0:2). FK Jezero na kraju nije uspjelo ostati član Druge lige.
Nakon osamostaljenja Crne Gore, FK Jezero je postao član Druge lige Crne Gore, gdje je nastavio s dobrim rezultatima. Zapažena sezona bila je 2007./08. kada je osvojen naslov prvaka Druge lige. Ovim rezultatom Plavčani su se plasirali u Prvu ligu Crne Gore, što je ostao najveći uspjeh u povijesti kluba.
FK Jezero je u to vrijeme proveo samo jednu sezonu u prvoj ligi, a većinu domaćih utakmica igrao je na Gradskom stadionu u Beranama, zbog neadekvatne infrastrukture na stadionu pod Racinom. Odigrali su samo nekoliko utakmica na kraju sezone u svom gradu, uključujući utakmicu protiv FK Budućnost. FK Jezero je tijekom sezone napravilo nekoliko iznenađenja poput pobjede nad FK Sutjeskom (2:1) i dva remija protiv Budućnosti (1:1; 2:2). Nakon 33 kola FK Jezero završilo je na 10. poziciji, ali je poraženo u doigravanju za opstanak od FK Mornar (0:0 i 1:2).
Od tada FK Jezero igra u Drugoj ligi Crne Gore, ali bez značajnijih rezultata sve do sezone 2019./20., kada završavaju kao drugoplasirani. Ovim uspjehom FK Jezero se plasirao u doigravanje za plasman, a protivnik im je bio FK Kom. Prva utakmica odigrana u Podgorici završila je tijesnom pobjedom FK Kom rezultatom 1:0. Druga utakmica, odigrana u Plavu, završena je senzacijom, FK Jezero je slavio 3:1 i izborio plasman u prvu ligu, prvi nakon 11 godina provedenih u drugoj ligi.

## Stadion
FK Jezero svoje domaće utakmice igra na Stadionu pod Račinom. Postoji jedna tribina ukupnog kapaciteta 2500 sjedećih mjesta. Prije posljednje obnove stadion je imao puno veći kapacitet za stajanje.

## Uspjesi
Druga crnogorska liga
- 2007./08.

## Vanjske poveznice
- Profil na srbijasport.net